# Bio Partner
Die Bio Partner Schweiz AG ist nach eigenen Angaben eine der grössten Bio-Vertriebsfirmen der Schweiz. 

## Geschichte
Die Firma entstand 2007 aus der Fusion der drei Schweizer Grosshändler Eichberg Bio AG aus Seon, Vanadis AG aus Seon und Viaverde AG aus Pfaffnau. Von 2008 bis 2009 war Renato Isella Geschäftsführer der Bio Partner Schweiz AG.
2020 wurde das Lager mit einer Swisslog-Lösung automatisiert. Im Januar 2021 wurde die Bioladenbetreiberin Höheners Der Basler Bioladen AG aus Basel übernommen. Im gleichen Jahr wurden weitere Bioläden in Ascona, Bellinzona, Köniz, Sursee und Witikon übernommen, womit Bio Partner beabsichtigt im Detailhandel Fuss zu fassen. Bio Partner Schweiz ist Mitglied bei der IG Bio.
An der Generalversammlung vom 13. Juni 2022 schied der bisherige Verwaltungsratspräsident Markus Lüthi aus; Ernst Schütz wurde sein Nachfolger. Die Geschäftsführerin Manuela Kägi wurde wenige Wochen später durch Andreas Lieberherr ersetzt. Inzwischen wurde Schütz durch Peter Tschannen ersetzt.

## Mehrheitsaktionärin
Mehrheitsaktionärin der Bio Partner Schweiz AG ist die Bio Development AG, welche ihren Sitz ebenfalls in Seon hat. Bio Development ist unter anderem auch an der Bio Company SE aus Berlin, der SuperBioMarkt AG aus Münster und der Biomilk AG aus Worb beteiligt. Ernst Schütz war Mitglied des Verwaltungsrates der Bio Development AG.